# Vale de Bouro

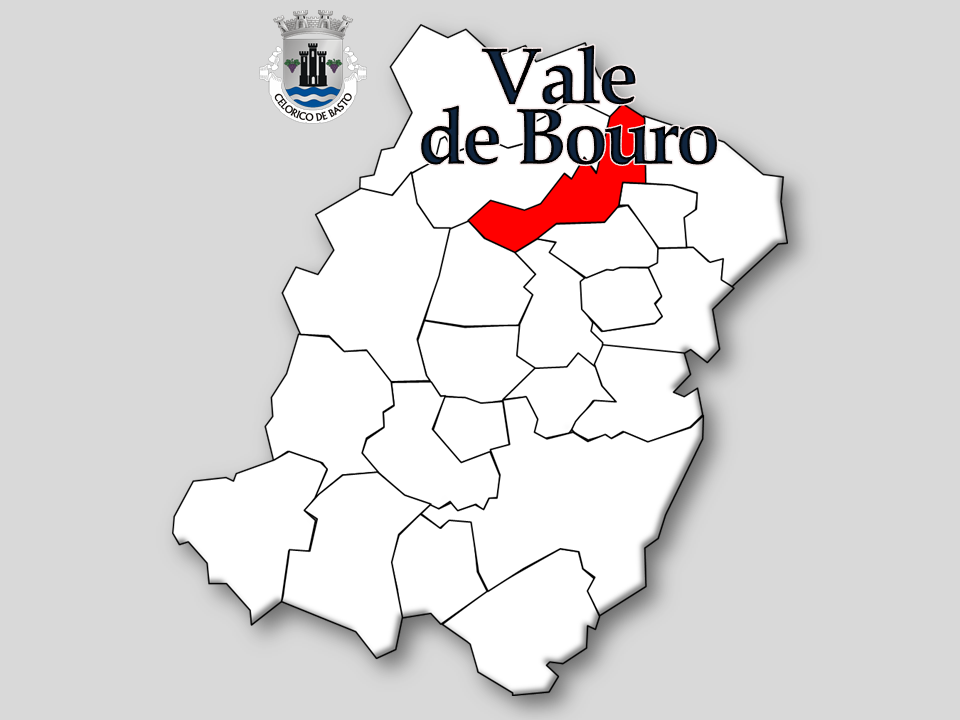
Localização da Freguesia de Vale de Bouro no Município de Celorico de Basto

Vale de Bouro é uma povoação portuguesa sede da Freguesia de Vale de Bouro do Município de Celorico de Basto, freguesia com 7,89 km² de área e 818 habitantes (censo de 2021), tendo, por isso, uma densidade populacional de 103,7 hab./km².

## Demografia
A população registada nos censos foi:
| Distribuição da População por Grupos Etários | Distribuição da População por Grupos Etários | Distribuição da População por Grupos Etários | Distribuição da População por Grupos Etários | Distribuição da População por Grupos Etários |
| -------------------------------------------- | -------------------------------------------- | -------------------------------------------- | -------------------------------------------- | -------------------------------------------- |
| Ano                                          | 0-14 Anos                                    | 15-24 Anos                                   | 25-64 Anos                                   | > 65 Anos                                    |
| 2001                                         | 161                                          | 146                                          | 357                                          | 148                                          |
| 2011                                         | 149                                          | 97                                           | 411                                          | 156                                          |
| 2021                                         | 99                                           | 107                                          | 444                                          | 168                                          |

## Património
- Igreja Paroquial de Vale do Bouro
- Capela da Senhora do Amparo
- Casa do Melhorado